# 鋲
鋲（びょう）とは、金属製の留め具の一種。スタッドともいう。例外的に金属製でないものもある。なお、「鋲」という文字は日本で形声によって生み出された国字である。
日本において鋲留め技法の伝来は、律令時代に伝わった鉄釘より早く、古墳時代の短甲（鉄製甲冑）に見られる（詳細は「短甲」を参照）。

## 種類
画鋲
先端が針状に尖っており、ポスターなどの掲示物などを壁などに固定するための留め具。
リベット
複数枚の金属板などを固定するための留め具。
割鋲
先端が左右に開くようになっており、文書を仮綴じするための留め具。
螺旋鋲
ねじと同じ。
鳩目鋲（はとめびょう）
中央に穴が開いており、鳩目パンチ（ハトメパンチ）で固定する留め具。複数の物品を接合する目的ではなく、何かを通す穴の補強の目的の場合は、鳩目鋲ではなくハトメと呼ばれる。詳細はグロメットを参照。
底鋲
バッグの底部に取り付けられる鋲。バッグを地面などに置いた際に直接地面などに触れることで汚れないようにするためのもの。
道路鋲
道路のセンターライン・中央分離帯・カーブ・横断歩道・踏切などの路面に設置される突起物で、視認性を高めたり乗り越えを未然に防いだりするために設置されるもの。反射板を持つものはキャッツアイ、大型で細長いものはチャッターバーのほか、自発光式のものもある。
太鼓鋲（たいこびょう）
頭部が半球状の鋲。留め具より装飾具として多く用いられる。鐶甲鋲（かんこうびょう）とも称される。

## ギャラリー

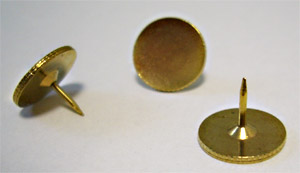
画鋲
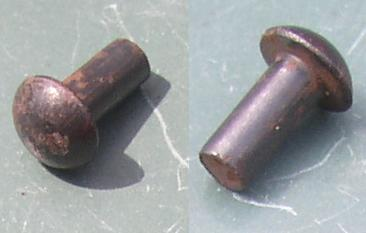
リベット
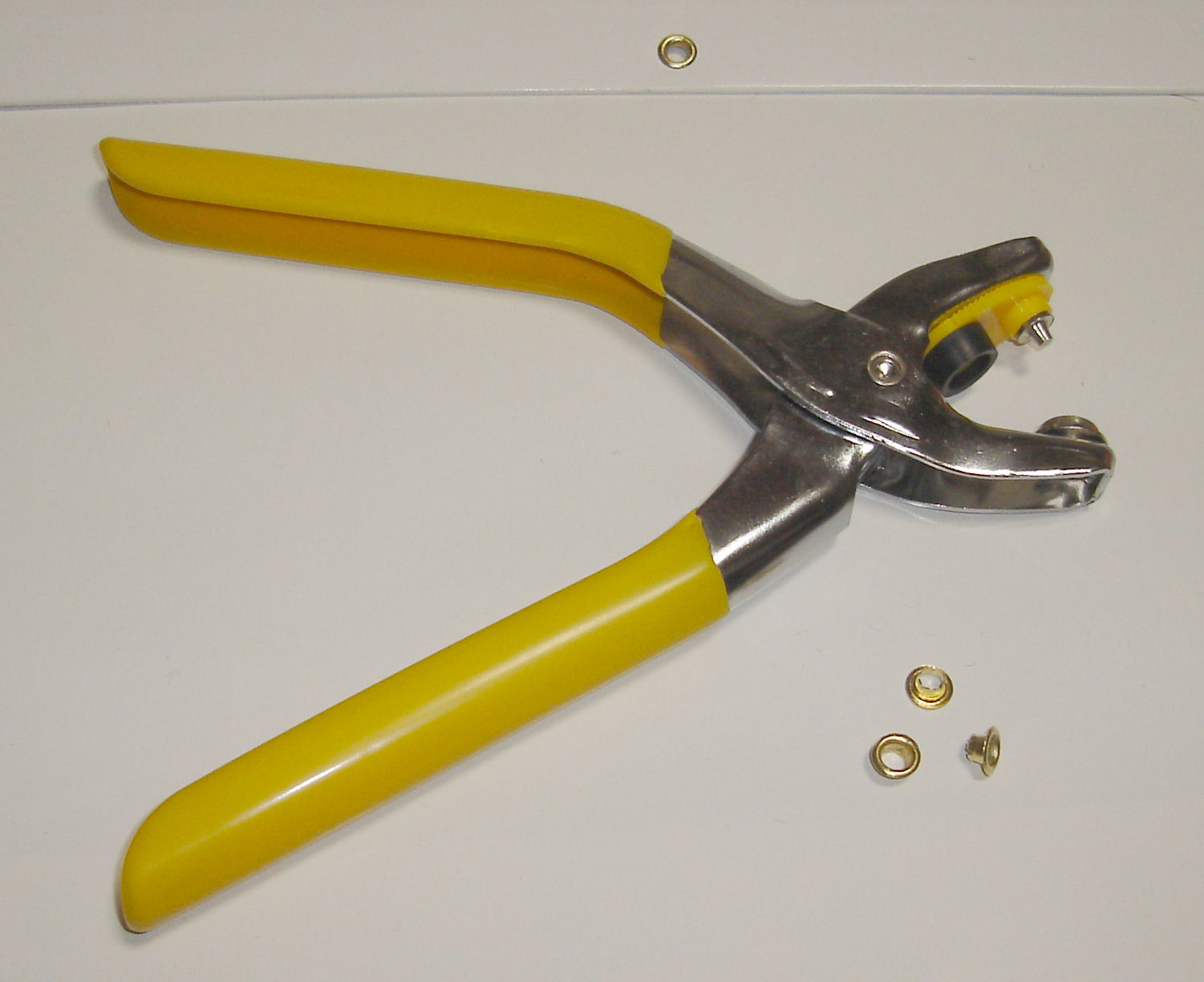
ハトメパンチ（中央）ハトメ処理した書類（上）ハトメ金具（右下）
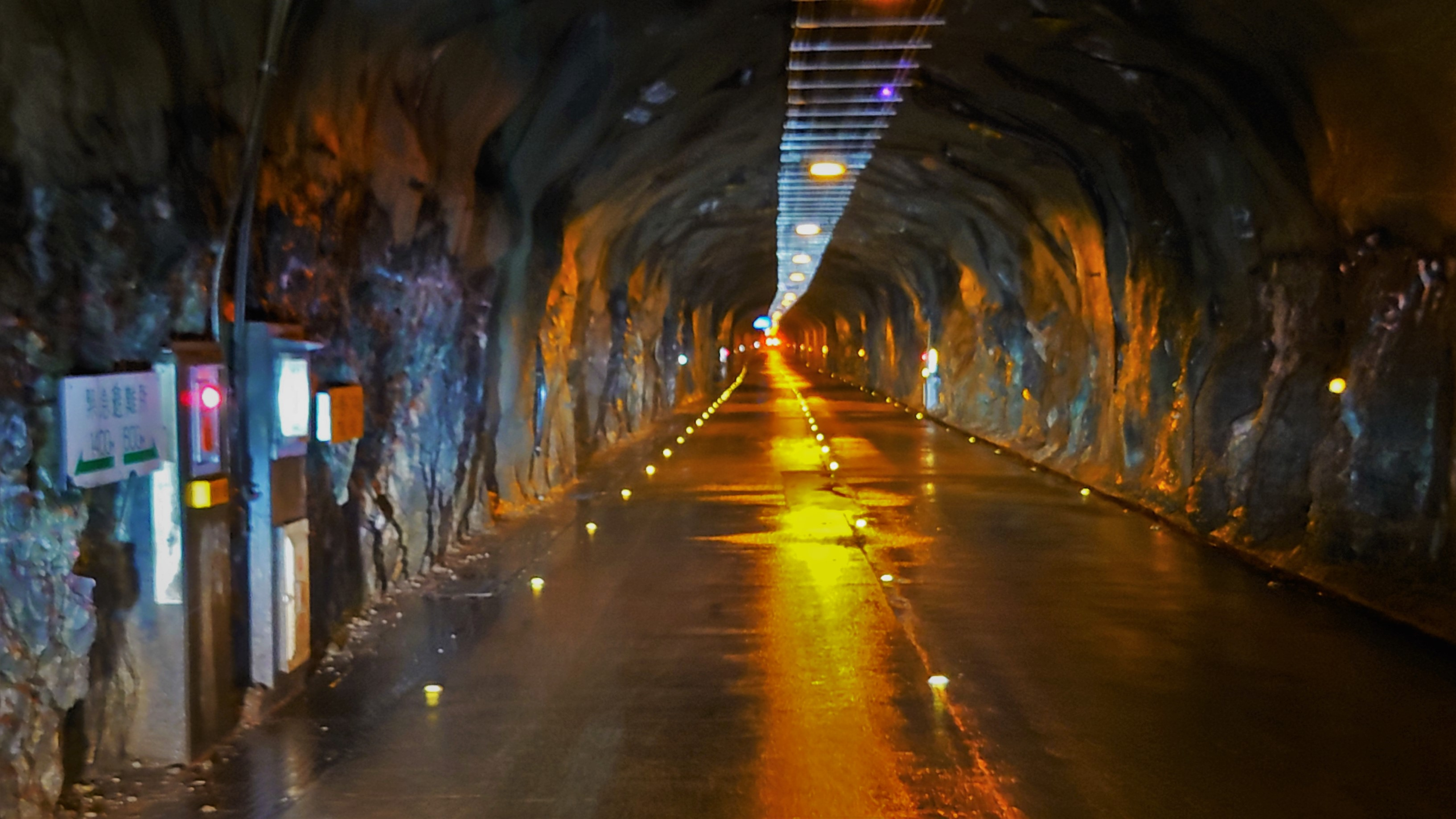
トンネル内に設置された道路鋲